# لارا وادلاو
لارا وادلاو (آلمانی: Lara Vadlau؛ زادهٔ ۲۹ مارس ۱۹۹۴) قایقران زن قایق بادبانی اهل اتریش است.